# Паралич (альбом)
«Паралич» — дебютный студийный альбом советской панк-группы «Анархия», записанный и выпущенный в 1988 году. Альбом был записан Егором Летовым и Олегом Судаковым, известным также как «Манагер», и представляет собой сборник песен Судакова, сочинённых им ещё в 1987 году и зафиксированных «в записи» Летовым, придумавшим аранжировки к песням. Является фактически первым и единственным альбомом группы, так как уже через год группа переименовалась в «Армию Власова».

## Описание альбома
Эти альбомы должны были быть «выпущены» ещё аж в январе 1988 года, ибо именно тогда мною лично были наиграны и записаны практически все дорожки. Беда в том, что сам Манагер натуральным образом НЕ СМОГ тогда спеть свои странноватые песни под свои же собственные закрученные, невозможные, «эшеровские» гармонии. Однако эти альбомы всё-таки были закончены и выпущены в октябре 1989 года. По правде сказать, сам Манагер их считает этаким несерьёзным, тщетным баловством, «полупиратством», ибо сам представляет себе эти песни совсем в ином стиле. Более того, им заготовлен целый список своих «потенциальных» 8-ми альбомов, для которых у него уже есть конкретные названия, обложки и пр. Так что «Паралич» и «Армия Власова», по сути, записаны по моей собственной и крайне настырной инициативе и являют собой, в некотором роде, сборники песен, мною лично щепетильно и ревностно отобранных на мой же собственный взыскательный вкус.— Егор Летов
На всех инструментах в записи сыграл Егор Летов, за исключением песни «Война», где на ударных играл барабанщик «Гражданской обороны» Аркадий Климкин. Вокалистом выступил сам Манагер, являвшийся автором всех текстов песен (из них три текста были записаны в соавторстве с Летовым).

## Список композиций
| №   | Название              | Текст песни    | Музыка         | Длительность |
| --- | --------------------- | -------------- | -------------- | ------------ |
| 1.  | «Лозунги»             | Манагер, Летов | Летов, Манагер | 2:56         |
| 2.  | «Новобранцы»          | Манагер        | Летов, Манагер | 4:08         |
| 3.  | «Так и надо»          | Манагер        | Манагер        | 2:08         |
| 4.  | «Война»               | Манагер, Летов | Летов, Манагер | 6:07         |
| 5.  | «Мавзолей»            | Манагер, Летов | Летов, Манагер | 1:29         |
| 6.  | «Вчерашние победы»    | Манагер        | Манагер        | 2:26         |
| 7.  | «Паралич»             | Манагер        | Летов, Манагер | 4:09         |
| 8.  | «Гармоничный человек» | Манагер        | —              | 1:17         |
| 9.  | «Пустота»             | Манагер        | Летов, Манагер | 2:32         |
| 10. | «Разговор»            | Манагер        | Манагер        | 3:56         |

## Участники записи альбома
- Манагер — вокал, акустическая гитара
- Егор Летов — гитары, бас, ударные (1—2, 5, 7, 9), бэк-вокал (9), запись и сведение
- Аркадий Климкин — ударные (4)
- Наталья Чумакова — оцифровка и пересведение (19—22 сентября 2008 года)

## Дополнительные факты об альбоме
- Песня «Новобранцы» была написана Олегом Судаковым и посвящена Константину «Кузе УО» Рябинову, служившему на тот момент в армии. По словам самого Судакова, является одной из самых лучших его песен[3].
- Песня «Паралич», являющаяся заглавной песней альбома, была написана Олегом после того, как он увидел одного из своих родственников в состоянии паралича[4].
- Песня «Война», написанная Судаковым и Летовым, позже была перепета лично Летовым и вошла в репертуар «Гражданской обороны» в 1989 году. В том же году вышел альбом группы, где данная песня была заглавной.